# Verín (járás)
Verín egy comarca (járás) Spanyolország Galicia autonóm közösségében, Ourense tartományban. Székhelye Verín.

## Települések
A székhely neve félkövérrel szerepel.
- Castrelo do Val
- Cualedro
- Laza
- Monterrei
- Oímbra
- Riós
- Verín
- Vilardevós